# Fonaddoo
Ne pas confondre avec Fonadhoo, autre île des Maldives
Fonaddoo ou Funaddu est une petite île inhabitée des Maldives.  

## Géographie
Fonaddoo est située dans le centre des Maldives, au Sud de l'atoll Kolhumadulu, dans la subdivision de Thaa. 